# Колонія-Лісовиці
Лісовіце-Кольонія (пол. Lisowice-Kolonia) — село в Польщі, у гміні Дзялошин Паєнчанського повіту Лодзинського воєводства.
Населення — 509 осіб (2011).
У 1975-1998 роках село належало до Серадзького воєводства.

## Демографія
Демографічна структура станом на 31 березня 2011 року:
|          | Загалом | Допрацездатний вік | Працездатний вік | Постпрацездатний вік |
| -------- | ------- | ------------------ | ---------------- | -------------------- |
| Чоловіки | 252     | 56                 | 174              | 22                   |
| Жінки    | 257     | 59                 | 138              | 60                   |
| Разом    | 509     | 115                | 312              | 82                   |